# 利文斯顿足球俱乐部
利雲斯頓足球會（英語：Livingston F.C.） 是蘇格蘭超級足球聯賽球队之一。球隊前身為成立於1943年以愛丁堡為基地的費蘭蒂菲士圖（Ferranti Thistle），1974年獲准加入蘇格蘭足球聯賽，遷入美度賓克運動場（Meadowbank Stadium）作為主場球場，更名為美度賓克菲士圖（Meadowbank Thistle）。1995年剛降級丙組後遷往新市鎮利雲斯頓，一併更改球隊名稱、顏色及徽號而成一支全新球隊。新成立的利雲斯頓隨即奪得丙組聯賽冠軍，在其後五年內更將乙組（1998–99年）及甲組（2000–01年）聯賽冠軍納入球會榮譽的名單。

## 球會歷史
利雲斯頓成立的首季即奪得1995–96賽季丙組聯賽冠軍，三年後的1998–99賽季再奪得乙組聯冠軍，更於2000/01賽季奪得甲組聯賽冠軍，只在球隊成立短短六年後獲得升級蘇超。利雲斯頓首個蘇超賽季獲得空前成功，聯賽僅次於老字號的些路迪及格拉斯哥流浪得第三位，獲得歐洲足協杯參賽權。
2004年利雲斯頓在聯賽杯決賽2-0擊敗奪得球隊首項重要錦標。在奪得聯賽杯前利雲斯頓因財政困難而被接管，直到2005年5月3日由皮雅士·芬尼（Pearse Flynn）的獅心集團獲全面控制權才結束。
2005–06球季為利雲斯頓成立10週年。2006年2月11日繼上週作客0–7大敗給，再在主場0-1負於主要護級對手鄧弗姆林後，領隊保罗·兰伯特宣佈辭職。2月15日前恩華尼斯及領隊約翰·羅拔臣（John Robertson）接手任教，羅拔臣在1990年代末期在當時仍在乙組的利雲斯頓擔任球員兼教練，其後帶領恩華尼斯獲得甲組聯賽冠軍升上蘇超。
利雲斯頓於2006年終需降級。翌季在甲組聯賽的成積不振，約翰·羅拔臣於2007年4月15日被徹職。5月蘇格蘭足球總會因利雲斯頓與前球隊隊長法籍的埃曼努埃尔·多拉多（Emmanuel Dorado）的合約糾紛而判罰利雲斯頓5,000英鎊及禁止一切球員交易。前助長教練馬克·樸達（Mark Proctor）於5月22日走馬上任。在2007–08年球季利雲斯頓僅獲令人失望的第七位，馬克·樸達亦難逃被炒厄運。
2008年6月2日利雲斯頓主要股東皮雅士·芬尼將股權盡沽給由安傑洛·馬索尼（Angelo Massone）為首的義大利財團。6月26日馬索尼按蘇格蘭足總指示清付多拉多合約餘額，獲球員交易解禁。7月1日罗伯特·兰迪（Roberto Landi）獲委任為新領隊，而前領隊戴维·哈伊（Davie Hay）則擔任顧問角色。
2009年7月24日利雲斯頓再度進行財務重組，估計欠西洛锡安市議會（West Lothian Council）多達33萬英鎊。
2015–16年球季，利雲斯頓在蘇冠排第9位，降落蘇甲。2016–17年球季，利雲斯頓取得蘇甲冠軍，升回蘇冠。2017–18年球季，利雲斯頓取得升班資格。

## 球會榮譽
只計1995年更名為利雲斯頓後所獲得的榮譽。
| 榮譽                    | 次數        | 年度             |
| 聯 賽 比 賽             | 聯 賽 比 賽 | 聯 賽 比 賽      |
| ----------------------- | ----------- | ---------------- |
| 甲組聯賽〈第二級〉 冠軍 | 1           | 2000–01          |
| 乙組聯賽〈第三級〉 冠軍 | 2           | 1998–99, 2010–11 |
| 丙組聯賽〈第四級〉 冠軍 | 2           | 1995–96, 2009–10 |
| 盃 賽 比 賽             |             |                  |
| 聯賽盃 冠軍             | 1           | 2004             |
| 聯賽挑戰盃 亞軍         | 1           | 2000–01          |

## 著名球星
- 羅拔·辛迪加斯（Robert Snodgrass）
- 格拉汉姆·多兰斯（Graham Dorrans）
- 韦斯·荷拉汉（Wes Hoolahan）
- 保羅·兰伯特（Paul Lambert）

## 外部連結
- 官方網站（页面存档备份，存于）